# برنارد روبرتس
برنارد روبرتس (بالإنجليزية: Bernard Roberts)‏ هو موسيقي وعازف بيانو بريطاني، ولد في 23 يوليو 1933 في مانشستر في المملكة المتحدة، وتوفي في 3 نوفمبر 2013.

## وصلات خارجية
- برنارد روبرتس على موقع ميوزك برينز (الإنجليزية)
- برنارد روبرتس على موقع أول ميوزيك (الإنجليزية)
- برنارد روبرتس على موقع ديسكوغز (الإنجليزية)